# Die Biellmann-Pirouette
Die Biellmann-Pirouette ist ein Album von Keine Zähne im Maul aber La Paloma pfeifen. Es erschien 2015 bei Broken Silence.

## Titelliste
1. Das sind auch so Existenzen – 3:22
2. 60 Watt Sonne – 6:18
3. Akkorde ermorden – 01:51
4. Dem Teufel Geld – 5:36
5. Einsamer Mulereo – 3:14
6. Und immer noch nicht gebumst – 2:42
7. Ich geh den Berg hoch – 4:19
8. Halbe Stadt von unten – 2:59
9. Ein X für ein U – 2:52
10. Ich fress den Braten ganz alleine – 3:54
11. Tu' so als würdest Du noch schlafen – 5:44
12. Notizen aus der Provinz – 3:58

## Rezeption
Das Album erhielt gute Kritiken:
Linus Volkmann schrieb in der Intro, dass „die zweite Platte dieser an Rachuts Gesamtausgabe geschulten Band gibt sich im Verlauf noch vielseitiger als schon bei Postsexuell. (…) Panorama-Punk mit Herz und Hass“.
Bei Plattentests.de bekam die Band von der Redaktion sowie von den Usern 8/10 Punkten: „'1000 CDs – und keine, die Dich berührt hat.' Bei dieser ist es schon nach zwei Songs anders.“
Bei laut.de werden Vergleiche mit etablierten Künstlern gezogen: „Etablierte Rock-Acts wie Tote Hosen, Ärzte oder Unheilig würden dafür morden, auch nur noch einmal so inspirierte Worte und Noten heraus zu bringen. Kaufempfehlung für jede Altersklasse!“
In einer weiteren Rezension auf crazewire.de wird der Band attestiert, dass sie das Niveau von Postsexuell gehalten habe und: „Auf Die Biellmann-Pirouette festigen Keine Zähne im Maul aber La Paloma pfeifen ihre absolute Sonderstellung in der deutschen Indie-Szene.“
Die Band sagte im Intro-Interview über das Album:

„Die Biellmann-Pirouette ist unser ausuferndes, den Überblick verlierendes, ALLES wollendes Größenwahn-Album.“

## Sonstiges
Die Biellmann-Pirouette der Schweizer Eiskunstläuferin Denise Biellmann war Namensgeber für das Album. Das Cover erklärte Gäde im radioeins-Interview so: „Die Biellmann-Pirouette des Hundes ist das In-die-Luft-Werfen des Leckerlis und das Auffangen des Leckerlis mit der Nase. Sozusagen das Hundeäquivalent zur Biellmann-Pirouette.“ Die Lieder Dem Teufel Geld, Und immer noch nicht gebumst und Halbe Stadt von unten wurden für dieses Album neu aufgenommen. Die ursprünglichen Versionen sind auf dem inoffiziellen Erstling Keine Zähne im Maul aber La Paloma pfeifen enthalten. Notizen aus der Provinz hieß damals das Veranstaltungsblättchen im Raum Dithmarschen. Es gibt verschiedene Videos zum Album. Zum Opener Das sind auch so Existenzen hat die Band ein Promovideo veröffentlicht. Für das Video zu 60 Watt Sonne sieht man Jochen Gäde nur im Bett liegend, alles Wichtige in greifbarer Nähe. Zu dem Song Dem Teufel Geld gibt es ein Tourvideo der Band.